# 30 юли
30 юли е 211-ият ден в годината според григорианския календар (212-и през високосна година). Остават 154 дни до края на годината.

## Събития
- 1419 г. – Убити са седем члена на градската управа в Прага, което е първата Пражка дефенестрация.
- 1619 г. – Във Вирджиния е съставено първото американско законодателно събрание.
- 1629 г. – При земетресение в Неапол, Италия загиват 10 000 души.
- 1729 г. – Основан е Балтимор в щата Мериленд.
- 1792 г. – Френският национален химн Марсилезата е изпят за първи път в Париж.
- 1811 г. – Водачът на Мексиканската националноосвободителна война отец Мигел Идалго и Костиля е екзекутиран от испанците в Чиуауа, Мексико.
- 1868 г. – Българските земи под османско владичество: Четата на Хаджи Димитър и Стефан Караджа е разбита от османски редовни войски на връх Бузлуджа.
- 1877 г. – Руско-турска война (1877–1878): По време на обсадата на Плевен корпусът на генерал-лейтенант Николай Криденер осъществява втората атака срещу града.
- 1878 г. – Започва издаването на журнални постановления на руския императорски комисар, които признават правото на мюсюлманските бежанци да се завърнат невъоръжени и да възстановят собствеността си след Руско-турската война.
- 1898 г. – В американското списание Сайнтифик Американ е отпечатана първата реклама на автомобил.
- 1913 г. – Румъния, Сърбия, Гърция и Черна гора подписват съюзен договор, насочен срещу Царство България.
- 1913 г. – Бежански въпрос: XV обикновено народно събрание отпуска 500 000 лв. за подпомагане на бежанците.
- 1930 г. – В Монтевидео националният отбор по футбол на Уругвай спечелва Световното първенство по футбол, като побеждава националния отбор по футбол на Аржентина с 4:2.
- 1932 г. – В Лос Анджелис се откриват Десетите олимпийски игри.
- 1939 г. – Състои се официалното откриване на плавателния канал Албер в Североизточна Белгия.
- 1945 г. – Втората световна война: Американският крайцер Индианаполис е потопен от японска подводница, след като успешно е доставил на местоназначението им важни части за атомната бомба Малчугана, хвърлена след седмица над Хирошима.
- 1960 г. – С поредица актове в продължение на 15 дни Народна република България признава независимостта на Република Дахомей, Нигер, Бряг на слоновата кост, Горна Волта, Централната африканска република и Габон.
- 1966 г. – националният отбор по футбол на Англия спечелва Световното първенство по футбол, като побеждава на финала националния отбор по футбол на ФРГ с 4:2 след продължения.
- 1971 г. – Програма Аполо: Американският космически кораб Аполо 15 каца на Луната.
- 1971 г. – „Боинг 727“ на „Ол Нипон Еъруейс“ и „F-86 Сейбър“ на японските ВВС се сблъскват над Мориока, Ивате, Япония и убиват 162 души.
- 1973 г. – Фармацевтичната компания Дистилърс, която произвежда медикамента талидомид във Великобритания, се съгласява да изплати над 20 милиона лири компенсация на родените с дефекти деца.
- 1980 г. – Провъзгласена е независимостта на Вануату.
- 1997 г. – XXXVIII народно събрание гласува да се разсекретят досиетата на Държавна сигурност, създадена е Комисия по досиетата, оглавявана от министър Богомил Бонев.
- 2006 г. – Открит е българският сайт за видеосподеляне Vbox7.

## Родени
- 1511 г. – Джорджо Вазари, италиански художник и архитект († 1574 г.)
- 1784 г. – Леополд Шефер, германски писател († 1862 г.)
- 1818 г. – Емили Бронте, британска романистка († 1849 г.)
- 1863 г. – Хенри Форд, американски индустриалец, основател на автомобилна компания († 1947 г.)
- 1889 г. – Владимир Зворикин, руско-американски изобретател, създател на кинескопа († 1982 г.)
- 1893 г. – Фатима Джина, сестра на Мохамед Али Джина, майка на нацията на Пакистан († 1967 г.)
- 1895 г. – Найден Войнов, български шахматист († 1982 г.)
- 1900 г. – Тошо Гоцев, български лекар физиолог и учен († 1980 г.)
- 1907 г. – Роман Руденко, съветски офицер и юрист († 1981 г.)
- 1914 г. – Майкъл Морис, ирландски спортен функционер, благородник, председател на МОК († 1999 г.)
- 1917 г. – Йото Танчев, български лекар и учен († 2000 г.)
- 1919 г. – Александър Вутимски, български поет и есеист († 1943 г.)
- 1920 г. – Никола Николов, български писател и общественик († 1997 г.)
- 1923 г. – Дипа Айдит, индонезийски политик († 1965 г.)
- 1932 г. – Георги Мандичев, български инженер († 2007 г.)
- 1936 г. – Бъди Гай, американски музикант
- 1939 г. – Питър Богданович, американски режисьор († 2022 г.)
- 1941 г. – Банко Банков, български актьор († 2007 г.)
- 1941 г. – Пол Анка, канадски певец и композитор
- 1944 г. – Ренате Файл, немска писателка
- 1945 г. – Леонид Якубович, руски актьор
- 1947 г. – Франсоаз Баре-Синуси, френска вирусоложка, Нобелов лауреат
- 1947 г. – Арнолд Шварценегер, американски актьор, политик и културист от австрийски произход
- 1948 г. – Жан Рено, френски актьор от марокански произход
- 1948 г. – Юлия Ценова, българска пианистка, композитор и педагог († 2010 г.)
- 1956 г. – Георг Генсвайн, личен секретар на папа Бенедикт XVI
- 1956 г. – Лаура Сапата, мексиканска актриса
- 1956 г. – Радослав Здравков, български футболист и треньор
- 1956 г. – Уилям Орбит, британски музикант
- 1957 г. – Рени Стоянова, българска писателка
- 1958 г. – Кейт Буш, английска певица
- 1961 г. – Лорънс Фишбърн, американски актьор
- 1963 г. – Лиса Кудроу, американска актриса
- 1964 г. – Юрген Клинсман, германски футболист
- 1966 г. – Милен Цветков, български журналист († 2020 г.)
- 1968 г. – Роберт Коженьовски, полски атлет
- 1969 г. – Саймън Бейкър, австралийски актьор
- 1971 г. – Том Грийн, канадски актьор
- 1974 г. – Радостин Кишишев, български футболист
- 1974 г. – Хилари Суонк, американска актриса
- 1977 г. – Юрген Патока, австрийски футболист
- 1983 г. – Петя Неделчева, българска бадминтонистка
- 1998 г. – Гери-Никол, българска певица

## Починали
- 579 г. – Бенедикт I, римски папа (* ? г.)
- 1031 г. – Робер II, крал на Франция (* 972 г.)
- 1718 г. – Уилям Пен, основател на Пенсилвания (* 1644 г.)
- 1811 г. – Мигел Идалго и Костиля, мексикански свещеник (* 1753 г.)
- 1849 г. – Джейкъб Пъркинс, американски изобретател (* 1766 г.)
- 1866 г. – Габор Егреши, унгарски артист (* ок. 1808 г.)
- 1868 г. – Стефан Караджа, български революционер (* 1840 г.)
- 1898 г. – Ото фон Бисмарк, 1-ви канцлер на Германия (* 1815 г.)
- 1900 г. – Алфред, британски благородник (* 1844 г.)
- 1912 г. – Мейджи, 122-ри император на Япония (* 1852 г.)
- 1937 г. – Станое Станоевич, сръбски историк (* 1874 г.)
- 1944 г. – Николай Поликарпов, съветски изобретател (* 1892 г.)
- 1947 г. – Лука Групчев, български революционер (* 1874 г.)
- 1949 г. – Стоян Данев, министър-председател на България (* 1858 г.)
- 1951 г. – Асен Разцветников, български писател (* 1897 г.)
- 1961 г. – Мамин Колю, български революционер (* 1880 г.)
- 1996 г. – Клодет Колбер, американска актриса от френски произход (* 1903 г.)
- 1996 г. – Магда Шнайдер, немска актриса (* 1909 г.)
- 1997 г. – Бао Дай, император на Виетнам (* 1913 г.)
- 1999 г. – Румяна, българска попфолк певица (* 1965 г.)
- 2007 г. – Ингмар Бергман, шведски театрален и кинорежисьор (* 1918 г.)
- 2007 г. – Микеланджело Антониони, италиански кинорежисьор (* 1912 г.)
- 2007 г. – Теоктист, румънски патриарх (* 1915 г.)
- 2008 г. – Валентина Топузова, българска преводачка (* 1918 г.)
- 2008 г. – Ивайла Вълкова, българска журналистка (* 1925 г.)
- 2010 г. – Стефка Съботинова, българска народна певица (* 1930 г.)
- 2012 г. – Христос Цолакис, гръцки филолог (* 1935 г.)

## Празници
- България – Боен празник на 34-ти Троянски и 16-и Ловчански пехотни полкове
- Вануату – Ден на независимостта (1980 г., от Франция и Великобритания, национален празник)
- Мароко – Празник на трона
- Световен ден на приятелството – Учреден е с резолюция 65/275 на Общото събрание на ООН от 27 април 2011 г., с която официално се обявява денят 30 юли за  Световен ден на приятелството.